# Vicente Guarner Vivancos
Vicente Guarner Vivancos (Mahón, Menorca, 11 de septiembre de 1893 - Ciudad de México, 23 de enero de 1981) fue un militar español que tuvo una destacada participación en la guerra civil española. 
Hombre de convicciones antimilitaristas y antibelicistas, fue miembro de la Unión Militar Republicana Antifascista (UMRA) antes de la guerra, siendo uno de sus dirigentes en Cataluña. Entre sus amistades más cercanas destacan su excelente relación con Antoine de Saint-Exupéry, así como con Federico García Lorca y con quien fuera presidente de la República, Manuel Azaña. Tras la derrota republicana pasaría al exilio en el Marruecos francés y más tarde a México donde llegaría a ocupar puestos en el Ejército mexicano.

## Biografía
Nacido en Mahón (Menorca) en 1893. Entre 1908 y 1911 realizó sus estudios militares en la Academia de Infantería de Toledo y más tarde recibió formación de Estado Mayor en Madrid. Por estos años ascendió rápidamente y obtuvo los grados de teniente (1911) y capitán (1917). Destinado al norte de África, tomó parte en numerosas operaciones y campañas en el territorio, y entre 1918 y 1925 participó en la guerra del Rif como jefe de tanques en la región de Alhucemas. Fue profesor de la Academia de Toledo y lo destinaron al territorio del Sáhara, como subjefe de la zona de Cabo Juby, entre 1927 y 1930, donde profundizó en la lengua y la cultura árabes, cuyos conocimientos ya había adquirido en Marruecos. 
Una vez proclamada la II República Española se estableció en Cataluña, concretamente en Barcelona, donde coincidió con Ramón Franco, hermano a su vez de Francisco Franco. En una conversación, Guarner preguntó a Ramón la opinión de su hermano respecto al nuevo régimen republicano, a lo que este respondió:

Mira, Guarner, Paco por ambición sería capaz de asesinar a nuestra madre y por presunción mataría a nuestro padre.

En 1933, hizo cursos para oficiales en el ejército francés y participó en las maniobras militares de Salisbury (primeras maniobras mundiales de tanques a gran escala).
En 1935 fue nombrado profesor de táctica en la Escuela Superior de Guerra de Madrid, puesto que no desempeñó ya que posteriormente sería designado por el presidente de la Generalidad, Luis Companys, Jefe superior de los servicios de orden público de la Generalidad de Cataluña, y reorganizó las fuerzas de seguridad, de Asalto y de policía. Por esta época estuvo relacionado de la Unión Militar Republicana Antifascista (UMRA), surgida como respuesta de la derechista Unión Militar Española (UME); durante su estancia en Cataluña estuvo organizando la estructura de la UMRA en territorio catalán. Días antes de la sublevación militar, durante un registro en el domicilio de uno de los conspiradores, las fuerzas policiales de Guarner encontraron el bando de declaración del estado de guerra e instrucciones para el día del golpe (entre las que figuraba emborrachar a la tropa y hacerles creer que se trataba de un movimiento republicano, según testimonio del propio Guarner). Inmediatamente informó del hallazgo al presidente Companys y éste al presidente del gobierno, Casares Quiroga, hecho que contribuyó decisivamente al fracaso del pronunciamiento en Barcelona.
Durante el Golpe de Estado de 1936 que provocó la guerra civil española se mantuvo fiel a la República en la ciudad donde estaba destinado, Barcelona; el 19 de julio de 1936 se destacó por la represión del movimiento subversivo de los militares rebeldes. También formó parte del Comité de Milicias Antifascistas de Cataluña como asesor militar. Fue nombrado subsecretario de la Consejería de Defensa de la Generalidad en agosto de 1936, cargo desde el que se ocupó de organizar columnas para el frente, de establecer industrias de guerra, escuelas de oficiales y fortificaciones. A comienzos de 1937 fue nombrado comandante del Frente de Aragón y participó en multitud de golpes de mano y de acciones victoriosas sobre Belchite y Codo. Después de los Sucesos de mayo de 1937 fue nombrado jefe de Estado Mayor del Ejército del Este, comandado por el general Sebastián Pozas, y tiempo más tarde tomaría parte en operaciones militares en los frentes de Córdoba y Extremadura. En 1938 fue nombrado Director de la Escuela Popular de Estado Mayor, y a finales de año, Agregado militar en la legación española en la Zona Internacional de Tánger. Allí organizó sabotajes y una red de espionaje sobre el Protectorado español de Marruecos hasta febrero de 1939, cuando Francia y el Reino Unido dejaron de reconocer a la República como gobierno legítimo.
En marzo de 1939, con la derrota republicana, se fue al Protectorado francés de Marruecos, permaneciendo en Casablanca durante algún tiempo. Más adelante, tras la rendición francesa ante los alemanes en 1940, fue detenido por la Gestapo y se salvó por poco de la deportación a España gracias al general francés Vergès, antiguo profesor suyo. Entonces se exilió en México, donde se nacionalizó mexicano y se incorporó al ejército mexicano como coronel. Fue agregado militar de la embajada de la Segunda República Española de 1945 a 1949. También colaboró en la revista Quaderns de l'exili.
Falleció en la Ciudad de México el 23 de enero de 1981.

## Vida masónica
Además de su carrera militar, Vicente Guarner fue un ferviente masón iniciado en los primeros días de la guerra civil en una logia perteneciente a la Gran Logia Española. Durante su exilio en México desarrolló un intenso trabajo masónico. El 1957, durante su estancia en México, fue elegido Soberano Gran Comendador del Supremo Consejo del Grado 33 para España del Rito Escocés Antiguo y Aceptado, cargo que desempeñó hasta el año 1969. Publicó diversos ensayos periodísticos y el folleto titulado Historia del Supremo Consejo del Grado 33º para España y sus Dependencias y de la Masonería española, en 1961.

## Archivo
Su fondo personal se encuentra depositado en el CRAI Biblioteca Pavelló de la República de la Universidad de Barcelona. Consta de correspondencia recibida y/o escrita por Vicente Guarner, documentación personal, documentación sobre el ejército republicano, sobre el régimen franquista, España, así como un conjunto de documentos personales elaborado por él mismo.

## Obras
Entre sus obras de carácter militar cabe destacar las siguientes:
- Carros de combate
- Empleo de los carros de combate por el Alto Mando
- El Sahara y el sur Marroquí españoles
- Técnica del arte militar
- El arte militar moderno

Además de en su faceta militar, Vicente Guarner también destacó en su actividad como escritor de la que sobresalen algunas obras:
- El analfabeto que conquistó un reino (1954)
- El divino equivocado descubridor de un mundo (1954)
- El asesinato del general Humberto Delgado (1966)
- Cataluña en la guerra de España (1975)
- L'aixecament militar i la guerra civil a Catalunya (1980)